# Nederlands landskampioenschap hockey 1932/33
Het landskampioenschap hockey in het seizoen 1932/33 werd bij de heren gewonnen door Amsterdam door als westelijke kampioen in de beslissende kampioenswedstrijd te winnen met 2-3 en 6-0 van de kampioen van het oosten Deventer. 

## Eindstanden heren
| # | Club        | GS  | W  | G | V  | P  | DV      | DT      | DS  |
| - | ----------- | --- | -- | - | -- | -- | ------- | ------- | --- |
| 1 | Amsterdam   | *15 | 12 | 1 | 2  | 25 | 45 - 13 | 45 - 13 | +32 |
| 2 | Hilversum   | *15 | 11 | 3 | 1  | 25 | 40 - 10 | 40 - 10 | +30 |
| 3 | HLC         | 14  | 6  | 4 | 4  | 16 | 27 - 25 | 27 - 25 | +2  |
| 4 | HDM         | 14  | 6  | 2 | 5  | 14 | 26 - 21 | 26 - 21 | +5  |
| 5 | HOC         | 14  | 5  | 4 | 5  | 14 | 19 - 25 | 19 - 25 | -6  |
| 6 | Gooi        | 14  | 3  | 4 | 7  | 10 | 18 - 26 | 18 - 26 | -8  |
| 7 | Bloemendaal | 14  | 0  | 6 | 8  | 6  | 9 - 32  | 9 - 32  | -23 |
| 8 | TOGO        | 14  | 1  | 2 | 11 | 4  | 19 - 50 | 19 - 50 | -31 |

| # | Club       | GS | W  | G | V | P  | DV      | DT      | DS  |
| - | ---------- | -- | -- | - | - | -- | ------- | ------- | --- |
| 1 | Deventer   | 12 | 10 | 2 | 0 | 22 | 55 - 15 | 55 - 15 | +40 |
| 2 | PW         | 12 | 8  | 2 | 2 | 18 | 55 - 20 | 55 - 20 | +35 |
| 3 | Zutphen    | 12 | 6  | 1 | 5 | 13 | 26 - 28 | 26 - 28 | -2  |
| 4 | Nijmegen   | 12 | 5  | 2 | 5 | 12 | 27 - 28 | 27 - 28 | -1  |
| 5 | Arnhem     | 12 | 3  | 4 | 5 | 10 | 26 - 31 | 26 - 31 | -5  |
| 6 | Wageningen | 12 | 1  | 3 | 8 | 5  | 25 - 52 | 25 - 52 | -27 |
| 7 | Hengelo    | 12 | 1  | 2 | 9 | 4  | 13 - 52 | 13 - 52 | -39 |

Nederlands landskampioenschap:

1897/98 ·
1898/99 ·
1899/00 ·
1900/01 ·
1901/02 ·
1902/03 ·
1903/04 ·
1904/05 ·
1905/06 ·
1906/07 ·
1907/08 ·
1908/09 ·
1909/10 ·
1910/11 ·
1911/12 ·
1912/13 ·
1913/14 ·
1914/15 ·
1915/16 ·
1916/17 ·
1917/18 ·
1918/19 ·
1919/20 ·
1920/21 ·
1921/22 ·
1922/23 ·
1923/24 ·
1924/25 ·
1925/26 ·
1926/27 ·
1927/28 ·
1928/29 ·
1929/30 ·
1930/31 ·
1931/32 ·
1932/33 ·
1933/34 ·
1934/35 ·
1935/36 ·
1936/37 ·
1937/38 ·
1938/39 ·
1939/40 ·
1940/41 ·
1941/42 ·
1942/43 ·
1943/44 ·
1944/45 ·
1945/46 ·
1946/47 ·
1947/48 ·
1948/49 ·
1949/50 ·
1950/51 ·
1951/52 ·
1952/53 ·
1953/54 ·
1954/55 ·
1955/56 ·
1956/57 ·
1957/58 ·
1958/59 ·
1959/60 ·
1960/61 ·
1961/62 ·
1962/63 ·
1963/64 ·
1964/65 ·
1965/66 ·
1966/67 ·
1967/68 ·
1968/69 ·
1969/70 ·
1970/71 ·
1971/72 ·
1972/73
Hoofdklasse heren:

1973/74 · 
1974/75 · 
1975/76 · 
1976/77 · 
1977/78 · 
1978/79 · 
1979/80 · 
1980/81 · 
1981/82 · 
1982/83 · 
1983/84 · 
1984/85 · 
1985/86 · 
1986/87 · 
1987/88 · 
1988/89 · 
1989/90 · 
1990/91 · 
1991/92 · 
1992/93 · 
1993/94 · 
1994/95 · 
1995/96 · 
1996/97 · 
1997/98 · 
1998/99 · 
1999/00 · 
2000/01 · 
2001/02 · 
2002/03 · 
2003/04 · 
2004/05 · 
2005/06 · 
2006/07 · 
2007/08 · 
2008/09 · 
2009/10 · 
2010/11 · 
2011/12 · 
2012/13 ·
2013/14 ·
2014/15 ·
2015/16 ·
2016/17 ·
2017/18 ·
2018/19 ·
2019/20 ·
2020/21 ·
2021/22 ·
2022/23 ·
2023/24 ·
2024/25 ·